# Zhijiang
Zhijiang (枝江市S, ZhījiāngP) è una città-contea della Cina, situata nella provincia di Hubei e amministrata dalla prefettura di Yichang.